# Lista największych gwiazd

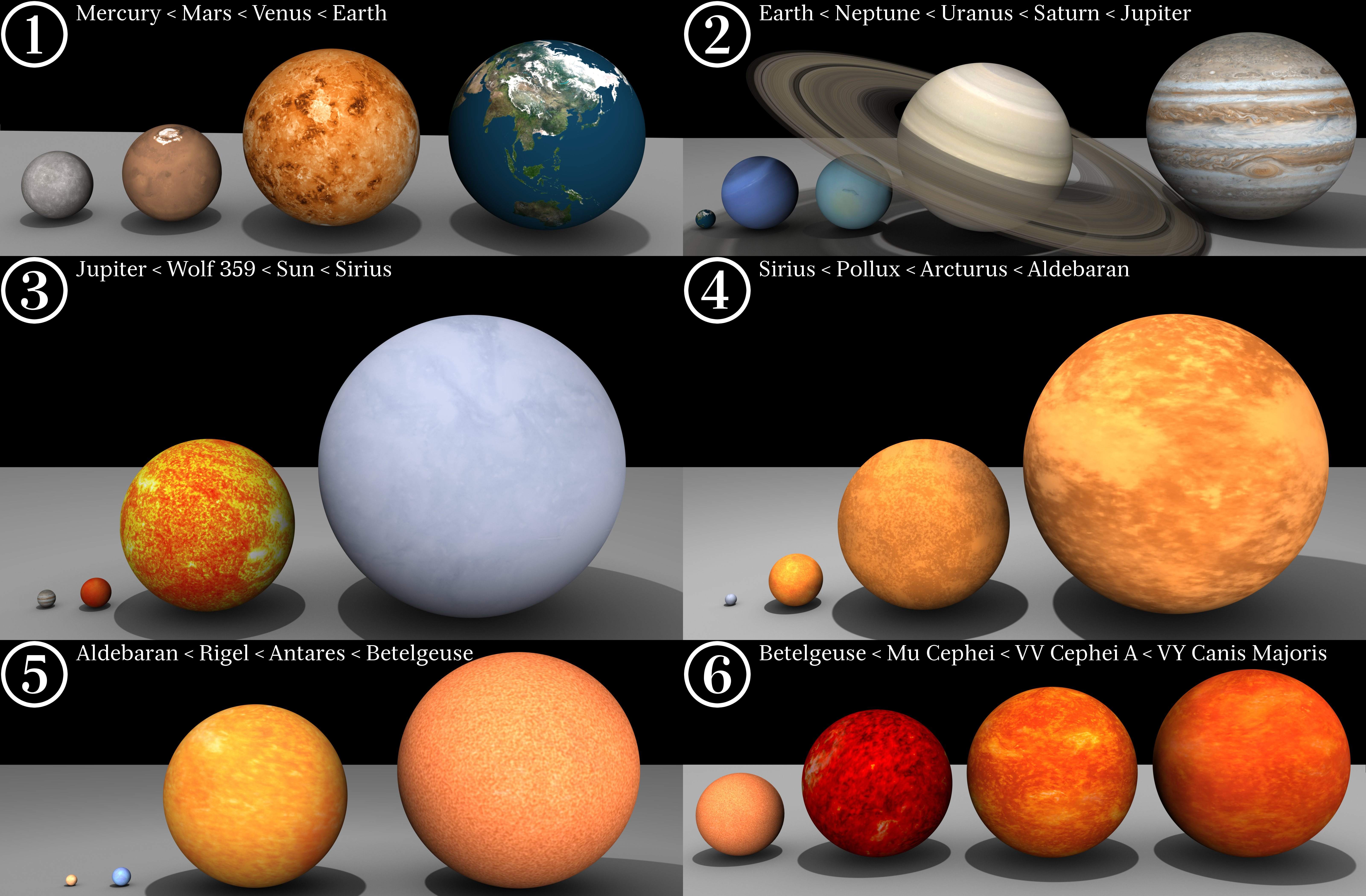
Względne rozmiary planet w Układzie Słonecznym i kilku znanych gwiazd:
1. Merkury < Mars < Wenus < Ziemia,
2. Ziemia < Neptun < Uran < Saturn < Jowisz,
3. Jowisz < Wolf 359 < Słońce < Syriusz,
4. Syriusz < Polluks < Arktur < Aldebaran,
5. Aldebaran < Rigel < Antares < Betelgeza,
6. Betelgeza < Mi Cephei < VV Cephei A < VY Canis Majoris

Lista największych gwiazd – zestawienie gwiazd o największym stwierdzonym promieniu. Jednostką miary jest promień Słońca (1 R☉ = 695 700 km, czyli około 109 promieni Ziemi).
Kolejność listy i przynależność do niej poszczególnych gwiazd nie są pewne. W obliczeniach promienia występują wielkości obarczone dużą niepewnością, takie jak jasność gwiazdy i temperatura efektywna. Często promienie gwiazd można wyrazić tylko jako średnią lub zakres dopuszczalnych wartości. Wartości promieni gwiazd różnią się znacznie w źródłach i przy różnych metodach obserwacji.

## Metody i problematyka
Za pomocą interferometrii można bezpośrednio zmierzyć średnice kątowe wielu gwiazd. Inne metody mogą wykorzystywać zakrycia przez Księżyc lub zaćmienia w układach podwójnych, które można wykorzystać do testowania pośrednich metod wyznaczania promieni gwiazd. Tylko kilka nadolbrzymów może zostać przesłoniętych przez Księżyc, w tym Antares A (Alfa Scorpii A). Przykładami zaćmieniowych układów podwójnych są Epsilon Aurigae (Almaaz), VV Cephei i V766 Centauri (HR 5171). W zależności od długości fali światła, w którym obserwowana jest gwiazda, granica bardzo rozrzedzonej atmosfery może być widoczna w różnej odległości od środka jej tarczy, dlatego pomiary średnicy kątowej mogą być niespójne.

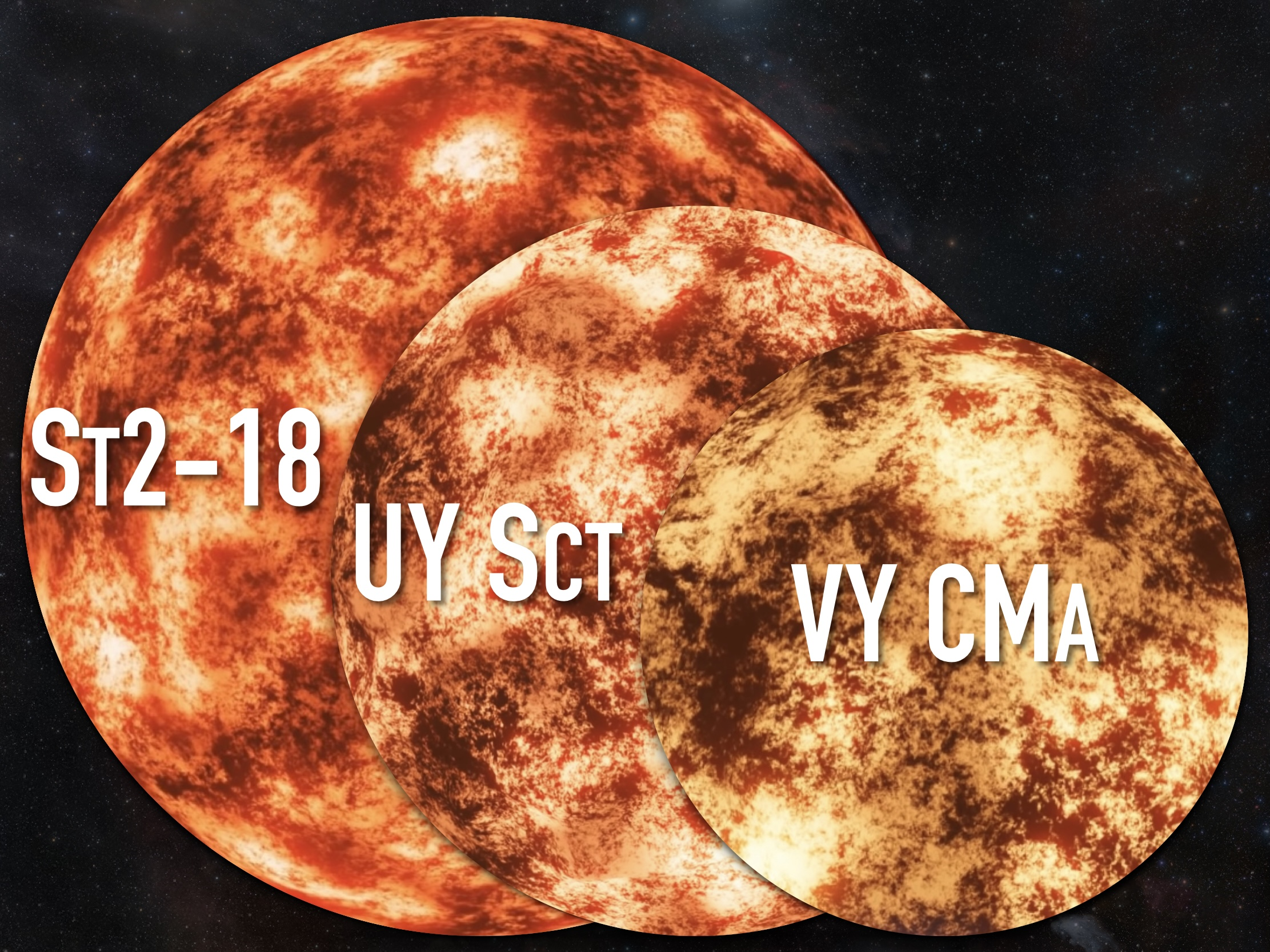
Czerwony nadolbrzym Stephenson 2-18, czerwony hiperolbrzym VY Canis Majoris i czerwony jasny nadolbrzym UY Scuti

Przy określaniu promieni największych gwiazd występują złożone problemy. Promienie lub średnice gwiazd są zwykle wyprowadzane w przybliżeniu przy użyciu prawa Stefana-Boltzmanna dla wydedukowanej jasności gwiazdy i efektywnej temperatury powierzchni. Odległości gwiazd i ich niepewność w przypadku większości gwiazd pozostają słabo określone. Wiele gwiazd nadolbrzymów ma rozdęte atmosfery i wiele znajduje się w nieprzezroczystych obłokach pyłu, co utrudnia wyznaczenie ich rzeczywistej temperatury efektywnej. Te atmosfery mogą również zmieniać się znacząco w czasie, regularnie lub nieregularnie pulsując w czasie kilku miesięcy lub lat – są to gwiazdy zmienne. To sprawia, że jasności gwiazd są określone z małą dokładnością, a to może znacząco zmieniać podane promienie.
Inne bezpośrednie metody określania promieni gwiazd polegają na zakryciach przez Księżyc lub zaćmieniach w układach podwójnych, które obserwuje się tylko dla bardzo małej liczby gwiazd.
Na tej liście znajdują się bardzo odległe gwiazdy pozagalaktyczne, które mogą mieć nieco inne właściwości i naturę niż obecnie największe znane gwiazdy w Drodze Mlecznej. Podejrzewa się, że niektóre czerwone nadolbrzymy w Obłokach Magellana mają nieco inne graniczne temperatury i jasność. Takie gwiazdy mogą przekraczać dopuszczalne granice, przechodząc duże erupcje lub zmieniając swoje typy widmowe w ciągu zaledwie kilku miesięcy. W Obłokach Magellana skatalogowano wiele czerwonych nadolbrzymów, z których wiele przekracza 700 promieni Słońca. Największe z nich mają około 1200–1300 R☉, chociaż kilka ostatnich odkryć ukazuje gwiazdy osiągające rozmiary >1500 R☉.

## Lista
| Nazwa gwiazdy                                                                  | Promień [R☉]     | Metoda | Uwagi |
| ------------------------------------------------------------------------------ | ---------------- | ------ | --- |
| Stephenson 2-18                                                                | 2150             | L/Teff | W pobliżu masywnej gromady otwartej Stephenson 2, gdzie znajduje się 26 czerwonych nadolbrzymów |
| LGGS J004520.67+414717.3                                                       | 1870–25102126    | L/Teff | W Galaktyce Andromedy |
| VY Canis Majoris                                                               | 2069             | L/Teff | Opisywana jako największa znana gwiazda na podstawie ocen rozmiaru od 1800 do 2100 promieni Słońca. Starsze oceny promienia były bardzo rozbieżne, od 600 R☉ po ponad 3000 R☉. |
| IRAS 05346-6949                                                                | 2064             | L/Teff | W Wielkim Obłoku Magellana |
| MY Cephei                                                                      | 1134–2061        | L/Teff | Starsze oceny sugerowały promień do 2440 R☉ przy założeniu znacznie niższej temperatury. |
| WY Velorum A                                                                   | 2028             | AD     | Gwiazda zmienna symbiotyczna zawierająca czerwonego nadolbrzyma |
| LGGS J013414.27+303417.7                                                       | 1953             | L/Teff | W Galaktyce Trójkąta |
| Orbita Saturna                                                                 | 1940–2169        |        | Dla porównania |
| LGGS J004105.97+403407.9                                                       | 1915             | L/Teff | W Galaktyce Andromedy |
| RX Telescopii                                                                  | 1898             | AD     | |
| WOH S71 (LMC 23095)                                                            | 1896             | L/Teff | W Wielkim Obłoku Magellana |
| V538 Carinae                                                                   | 1870–2264        | AD     | |
| LGGS J013339.28+303118.8                                                       | 1863             | L/Teff | W Galaktyce Trójkąta |
| MG73 46 (MSX LMC 891)                                                          | 1838             | L/Teff | W Wielkim Obłoku Magellana |
| LGGS J004539.99+415404.1                                                       | 1792–2377        | L/Teff | W Galaktyce Andromedy |
| WOH G64                                                                        | 1784–24811788    | L/Teff | W Wielkim Obłoku Magellana |
| LGGS J013312.26+310053.3                                                       | 1765             | L/Teff | W Galaktyce Trójkąta |
| WOH S274                                                                       | 1784             | L/Teff | W Wielkim Obłoku Magellana |
| UY Scuti                                                                       | 1706 ± 192       | AD     | Wartość obliczona dla odległości 2,9 kpc |
| HV 2242 (WOH S69)                                                              | 1645             | L/Teff | W Wielkim Obłoku Magellana |
| NML Cygni                                                                      | 1639 - 2775 1183 | L/Teff | |
| SMC 78282 (PMMR 198)                                                           | 1600             | L/Teff | W Małym Obłoku Magellana |
| HV 5993 (WOH S464)                                                             | 1531             | L/Teff | W Wielkim Obłoku Magellana |
| RSGC1-F01                                                                      | 1530             | L/Teff | W gromadzie otwartej RSGC1 |
| LGGS J004431.71+415629.1                                                       | 1505             | L/Teff | W Galaktyce Andromedy |
| W61 8-88 (WOH S465)                                                            | 1491             | L/Teff | W Wielkim Obłoku Magellana |
| LGGS J004336.68+410811.8                                                       | 1485             | L/Teff | W Galaktyce Andromedy |
| HV 888 (WOH S140)                                                              | 1477–2377        | L/Teff | W Wielkim Obłoku Magellana |
| UCAC4 116-007944 (MSX LMC 810)                                                 | 1468             | L/Teff | W Wielkim Obłoku Magellana |
| W60 A78 (WOH S459)                                                             | 1445             | L/Teff | W Wielkim Obłoku Magellana |
| HV 12998 (WOH S369)                                                            | 1443             | L/Teff | W Wielkim Obłoku Magellana |
| W60 A72 (WOH S453)                                                             | 1441             | L/Teff | W Wielkim Obłoku Magellana |
| LGGS J013418.56+303808.6                                                       | 1436             | L/Teff | W Galaktyce Trójkąta |
| LGGS J003951.33+405303.7                                                       | 1425             | L/Teff | W Galaktyce Andromedy |
| WOH S286                                                                       | 1417             | L/Teff | W Wielkim Obłoku Magellana |
| AH Scorpii                                                                     | 1411 ± 124       | L/Teff | Jasność w zakresie widzialnym zmienia się o prawie 3m, jasność bolometryczna o ok. 20%. Zmiany średnicy nie są pewne ze względu na równoczesne zmiany temperatury. |
| LGGS J004428.48+415130.9                                                       | 1410–1504        | L/Teff | W Galaktyce Andromedy |
| WOH S281 (IRAS 05261-6614)                                                     | 1376–1459        | L/Teff | W Wielkim Obłoku Magellana |
| IRAS 05280-6910                                                                | 1367–1738        | L/Teff | W Wielkim Obłoku Magellana |
| S Persei                                                                       | 1364 ± 6         | AD     | Czerwony nadolbrzym w podwójnej gromadzie Perseusza. Levsque i in. (2005) obliczyli promienie 780 R☉ i 1230 R☉ w oparciu o pomiary w paśmie K w podczerwieni. Starsze oceny dawały wartości sięgające 2853 R☉ przy założeniu wyższej jasności. |
| LGGS J004306.62+413806.2                                                       | 1346             | L/Teff | W Galaktyce Andromedy |
| RSGC1-F03                                                                      | 1325             | L/Teff | W gromadzie otwartej RSGC1 |
| LGGS J004438.65+412934.1                                                       | 1320             | L/Teff | W Galaktyce Andromedy |
| PMMR 62                                                                        | 1313             | L/Teff | W Małym Obłoku Magellana |
| SW Cephei                                                                      | 1308             | AD     | |
| SMC 18136 (PMMR 37)                                                            | 1307             | L/Teff | W Małym Obłoku Magellana |
| LGGS J013318.20+303134.0                                                       | 1295             | L/Teff | W Galaktyce Trójkąta |
| LMC 170079                                                                     | 1294             | L/Teff | W Wielkim Obłoku Magellana |
| LGGS J05294221-6857173                                                         | 1292             | L/Teff | |
| Z Doradus                                                                      | 1271             | L/Teff | W Wielkim Obłoku Magellana |
| LGGS J004312.43+413747.1                                                       | 1270–1630        | L/Teff | W Galaktyce Andromedy |
| LGGS J004632.18+415935.8                                                       | 1265             | L/Teff | W Galaktyce Andromedy |
| LGGS J013412.27+305314.1                                                       | 1258             | L/Teff | W Galaktyce Trójkąta |
| LGGS J013310.71+302714.9                                                       | 1252             | L/Teff | W Galaktyce Trójkąta |
| LGGS J004514.91+413735.0                                                       | 1250–1575        | L/Teff | W Galaktyce Andromedy |
| LGGS J013403.73+304202.4                                                       | 1249             | L/Teff | W Galaktyce Trójkąta |
| LGGS J004148.74+410843.0                                                       | 1248             | L/Teff | W Galaktyce Andromedy |
| LGGS J004428.12+415502.9                                                       | 1240–1259        | L/Teff | W Galaktyce Andromedy |
| RSGC1-F09                                                                      | 1230             | L/Teff | W gromadzie otwartej RSGC1 |
| LGGS J004633.38+415951.3                                                       | 1229             | L/Teff | W Galaktyce Andromedy |
| LGGS J004416.28+412106.6                                                       | 1222             | L/Teff | W Galaktyce Andromedy |
| SMC 5092 (PMMR 9)                                                              | 1216             | L/Teff | W Małym Obłoku Magellana |
| LGGS J004125.23+411208.9                                                       | 1200–1602        | L/Teff | W Galaktyce Andromedy |
| LGGS J013423.29+305655.0                                                       | 1199             | L/Teff | W Galaktyce Trójkąta |
| HV 2532 (WOH S287)                                                             | 1195             | L/Teff | W Małym Obłoku Magellana |
| LGGS J004506.85+413408.2                                                       | 1194             | L/Teff | W Galaktyce Andromedy |
| HD 90587                                                                       | 1191             | AD     | |
| HV 2084 (PMMR 186)                                                             | 1187             | L/Teff | W Małym Obłoku Magellana |
| LGGS J004503.35+413026.3                                                       | 1174             | L/Teff | W Galaktyce Andromedy |
| LGGS J004304.62+410348.4                                                       | 1171             | L/Teff | W Galaktyce Andromedy |
| LGGS J004524.97+420727.2                                                       | 1170–1476        | L/Teff | W Galaktyce Andromedy |
| LGGS J004047.82+410936.4                                                       | 1167             | L/Teff | W Galaktyce Andromedy |
| Westerlund 1-26                                                                | 1165–1221        | L/Teff | Nietypowa gwiazda o bardzo niepewnych właściwościach, silne radioźródło. Widmo promieniowania jest zmienne, ale jasność wydaje się stała. |
| LGGS J004138.35+412320.7                                                       | 1159             | L/Teff | W Galaktyce Andromedy |
| LGGS J013353.91+302641.8                                                       | 1157             | L/Teff | W Galaktyce Trójkąta |
| RSGC1-F08                                                                      | 1150             | L/Teff | W gromadzie otwartej RSGC1. |
| W60 B90 (WOH S264)                                                             | 1149–2555        | L/Teff | W Wielkim Obłoku Magellana |
| LGGS J013356.84+304001.4                                                       | 1149             | L/Teff | W Galaktyce Trójkąta |
| HD 62745                                                                       | 1145             | AD     | |
| LGGS J004347.31+411203.6                                                       | 1143             | L/Teff | W Galaktyce Andromedy |
| LGGS J004047.22+404445.5                                                       | 1140–1379        | L/Teff | W Galaktyce Andromedy |
| LGGS J004035.08+404522.3                                                       | 1140–1354        | L/Teff | W Galaktyce Andromedy |
| LGGS J013343.30+303318.9                                                       | 1139             | L/Teff | W Galaktyce Trójkąta |
| LGGS J003942.92+402051.1                                                       | 1133             | L/Teff | W Galaktyce Andromedy |
| LGGS J004124.80+411634.7                                                       | 1130–1423        | L/Teff | W Galaktyce Andromedy |
| LGGS J013233.77+302718.8                                                       | 1129             | L/Teff | W Galaktyce Trójkąta |
| HV 2781 (WOH S470)                                                             | 1129             | L/Teff | W Wielkim Obłoku Magellana |
| RSGC1-F02                                                                      | 1128             | L/Teff | W gromadzie otwartej RSGC1 |
| SMC 56389 (PMMR 148)                                                           | 1128             | L/Teff | W Małym Obłoku Magellana |
| LGGS J013454.31+304109.8                                                       | 1122             | L/Teff | W Galaktyce Trójkąta |
| LGGS J004731.12+422749.1                                                       | 1121             | L/Teff | W Galaktyce Andromedy |
| LGGS J004451.76+420006.0                                                       | 1116             | L/Teff | W Galaktyce Andromedy |
| LGGS J013400.91+303414.9                                                       | 1115             | L/Teff | W Galaktyce Trójkąta |
| ST Cephei                                                                      | 1109             | AD     | |
| HV 2561(LMC 141430)                                                            | 1107             | L/Teff | W Wielkim Obłoku Magellana |
| LGGS J004219.25+405116.4                                                       | 1103             | L/Teff | W Galaktyce Andromedy |
| HD 102115                                                                      | 1100             | AD     | |
| LGGS J004107.11+411635.6                                                       | 1100–1207        | L/Teff | W Galaktyce Andromedy |
| LGGS J004253.25+411613.9                                                       | 1099             | L/Teff | W Galaktyce Andromedy |
| LGGS J004124.81+411206.1                                                       | 1094             | L/Teff | W Galaktyce Andromedy |
| LGGS J004415.76+411750.7                                                       | 1084             | L/Teff | W Galaktyce Andromedy |
| LGGS J004447.74+413050.0                                                       | 1083             | L/Teff | W Galaktyce Andromedy |
| LGGS J013416.89+305158.3                                                       | 1081             | L/Teff | W Galaktyce Trójkąta |
| LGGS J004031.00+404311.1                                                       | 1080–1383        | L/Teff | W Galaktyce Andromedy |
| SMC 49478 (PMMR 115)                                                           | 1077             | L/Teff | W Małym Obłoku Magellana |
| V366 Andromedae                                                                | 1076             | AD     | |
| LGGS J003943.89+402104.6                                                       | 1076             | L/Teff | W Galaktyce Andromedy |
| Trumpler 27-1                                                                  | 1073             | L/Teff | W prawdopodobnej masywnej gromadzie otwartej Trumpler 27 |
| LGGS J013336.64+303532.3                                                       | 1073             | L/Teff | W Galaktyce Trójkąta |
| HV 897 (WOH S161)                                                              | 1073             | L/Teff | W Wielkim Obłoku Magellana |
| SMC 20133 (PMMR 41)                                                            | 1072             | L/Teff | W Małym Obłoku Magellana |
| LMC 174714                                                                     | 1072             | L/Teff | W Wielkim Obłoku Magellana |
| LGGS J013326.90+310054.2                                                       | 1071             | L/Teff | W Galaktyce Trójkąta |
| LGGS J004531.13+414825.7                                                       | 1070–1420        | L/Teff | W Galaktyce Andromedy |
| IM Cassiopeiae                                                                 | 1068             | AD     | |
| HV 11262 (PMMR 16)                                                             | 1067             | L/Teff | W Małym Obłoku Magellana |
| Orbita Jowisza                                                                 | 1064–1173        |        | Dla porównania |
| LGGS J003811.56+402358.2                                                       | 1060             | L/Teff | W Galaktyce Andromedy |
| LGGS J004030.64+404246.2                                                       | 1060             | L/Teff | W Galaktyce Andromedy |
| HR 5171 Aa (V766 Centauri Aa)                                                  | 1060–1160        | L/Teff | |
| LGGS J004631.49+421133.1                                                       | 1060             | L/Teff | W Galaktyce Andromedy |
| LGGS J003942.42+403204.1                                                       | 1057             | L/Teff | W Galaktyce Andromedy |
| LGGS J004346.18+411515.0                                                       | 1057             | L/Teff | W Galaktyce Andromedy |
| LGGS J004638.17+420008.9                                                       | 1056             | L/Teff | W Galaktyce Andromedy |
| LGGS J004501.30+413922.5                                                       | 1054             | L/Teff | W Galaktyce Andromedy |
| SMC 25879 (PMMR 54)                                                            | 1053             | L/Teff | W Małym Obłoku Magellana |
| LGGS J013416.28+303353.5                                                       | 1048             | L/Teff | W Galaktyce Trójkąta |
| SU Persei                                                                      | 1048             | AD     | |
| LGGS J013322.82+301910.9                                                       | 1048             | L/Teff | W Galaktyce Trójkąta |
| RSGC1-F05                                                                      | 1047             | L/Teff | W gromadzie otwartej RSGC1 |
| LGGS J013328.85+310041.7                                                       | 1046             | L/Teff | W Galaktyce Trójkąta |
| WX Piscium                                                                     | 1044             | L/Teff | |
| WOH G371 (LMC 146126)                                                          | 1043             | L/Teff | W Wielkim Obłoku Magellana |
| WOH S327 (LMC 142202)                                                          | 1043             | L/Teff | W Wielkim Obłoku Magellana |
| V358 Cassiopeiae                                                               | 1043             | AD     | Czerwony hiperolbrzym w gwiazdozbiorze Kasjopei |
| LGGS J003910.56+402545.6                                                       | 1042             | L/Teff | W Galaktyce Andromedy |
| LGGS J004114.18+403759.8                                                       | 1040–1249        | L/Teff | W Galaktyce Andromedy |
| LGGS J003912.77+404412.1                                                       | 1037             | L/Teff | W Galaktyce Andromedy |
| LGGS J004507.90+413427.4                                                       | 1034             | L/Teff | W Galaktyce Andromedy |
| LGGS J004406.60+411536.6                                                       | 1033             | L/Teff | W Galaktyce Andromedy |
| IRAS 04509-6922                                                                | 1027             | L/Teff | W Wielkim Obłoku Magellana |
| AS Cephei                                                                      | 1026             | AD     | |
| LGGS J004120.25+403838.1                                                       | 1021             | L/Teff | W Galaktyce Andromedy |
| LGGS J004108.42+410655.3                                                       | 1021             | L/Teff | W Galaktyce Andromedy |
| LGGS J004125.72+411212.7                                                       | 1020–1359        | L/Teff | W Galaktyce Andromedy |
| LGGS J004059.50+404542.6                                                       | 1020–1367        | L/Teff | W Galaktyce Andromedy |
| LGGS J004607.45+414544.6                                                       | 1018             | L/Teff | W Galaktyce Andromedy |
| HD 167861                                                                      | 1016             | AD     | |
| LGGS J004305.77+410742.5                                                       | 1015             | L/Teff | W Galaktyce Andromedy |
| LGGS J004424.94+412322.3                                                       | 1013             | L/Teff | W Galaktyce Andromedy |
| HV 986 (WOH S368)                                                              | 1010             | L/Teff | W Wielkim Obłoku Magellana |
| LGGS J004415.17+415640.6                                                       | 1008             | L/Teff | W Galaktyce Andromedy |
| LGGS J004118.29+404940.3                                                       | 1005             | L/Teff | W Galaktyce Andromedy |
| Wybrane gwiazdy o promieniu mniejszym niż 1000 promieni Słońca, dla porównania |                  |        | |
| CZ Hydrae                                                                      | 986              | L/Teff | Jedna z najchłodniejszych gwiazd, o temperaturze 2000 K |
| Gwiazda Granat (Mi Cephei)                                                     | 972 ± 228        | L/Teff | Gwiazda zmienna półregularna, jedna z najczerwieńszych na niebie. Na podstawie średnicy kątowej jej rozmiar oceniano nawet na 1650 R☉ |
| V602 Carinae                                                                   | 932–1151         | AD     | |
| Betelgeza (Alfa Orionis)                                                       | 764+116−62       | AD     | Najjaśniejszy czerwony nadolbrzym na ziemskim niebie |
| Antares (Alfa Scorpii A)                                                       | 707              | AD     | Starsze, zawyżone oceny rozmiaru zapewne wynikały z asymetrii atmosfery gwiazdy |
| V354 Cephei                                                                    | 685              | AD     | |
| HV 2112                                                                        | 675-1193         |        | Kandydat na Obiekt Thorne-Żytkow |
| Ro Cassiopeiae                                                                 | 636-981          |        | Żółty hiperolbrzym, jeden z najrzadszych rodzajów gwiazd |
| 119 Tauri (CE Tauri)                                                           | 587–593 (–608)   | AD     | Zakrywana przez Księżyc, co pozwala na dokładne wyznaczenie średnicy kątowej |
| VV Cephei A                                                                    | 516–1000         | EB     | Silnie zdeformowana gwiazda w ciasnym układzie podwójnym, tracąca masę na rzecz drugiego składnika przynajmniej podczas części orbity. Starsze oceny promienia sięgały 1900 R☉ |
| V382 Carinae (x Carinae)                                                       | 485 ± 40         | AD     | Żółty hiperolbrzym, jeden z najrzadszych rodzajów gwiazd |
| La Superba (Y Canum Venaticorum)                                               | 422              |        | Jedna z najchłodniejszych gwiazd, gwiazda węglowa |
| Gwiazda Pistolet                                                               | 306-420          |        | Błękitny hiperolbrzym o masie od 27 mas Słońca do 90 mas największego składnika Układu Słonecznego |
| V509 Cassiopeiae                                                               | 400–900          | AD     | Żółty hiperolbrzym, jeden z najrzadszych rodzajów gwiazd |
| V1427 Aquilae                                                                  | 400–450          | DSKE   | V1427 Aquilae może być żółtym hiperolbrzymem lub mniej jasną gwiazdą |
| CW Leonis                                                                      | 390–826          | L/Teff | Najjaśniejsza na niebie gwiazda węglowa |
| Wewnętrzny skraj pasa planetoid                                                | 380              |        | Dla porównania |
| AH Scorpii                                                                     | 360              | L/Teff | AH Sco zmienia jasność obserwowaną o prawie trzy wielkości gwiazdowe w zakresie widzialnym, a całkowitą jasność o ok. 20%. Zmiany promienia nie są dobrze określone, bo zmienia się także temperatura gwiazdy. |
| V1302 Aquilae                                                                  | 357              | L/Teff | Żółty hiperolbrzym, który zwiększył temperaturę do zakresu spotykanego wśród gwiazd LBV. De Beck i in. (2010) obliczyli promień 1342 R☉ przy założeniu znacznie niższej temperatury. |
| Mira A (Omicron Ceti)                                                          | 332–402          | AD     | Prototypowa miryda. De Beck i in. (2010) obliczyli promień 541 R☉. |
| R Doradus                                                                      | 298              | AD     | Pod względem rozmiarów kątowych druga co do wielkości gwiazda na niebie, po Słońcu |
| Orbita Marsa                                                                   | 297-358          |        | Dla porównania |
| Słońce jako czerwony olbrzym                                                   | 256              |        | W tej fazie Słońce pochłonie Merkurego, Wenus, a być może także Ziemię, chociaż promień jej orbity wzrośnie wraz z utratą 1/3 masy przez Słońce. Podczas „spalania” helu gwiazda skurczy się do 10 R☉, ale później ponownie zwiększy promień, stając się niestabilną gwiazdą AGB, po czym odrzuci zewnętrzne warstwy tworząc mgławicę planetarną. Dla porównania |
| AG Carinae                                                                     | ~250             |        | Może mieć średnicę do 500 średnic Słońca, jest gwiazdą zmienną typu S Doradus |
| Eta Carinae A                                                                  | ~240             |        | Była uznawana za najmasywniejszą znaną gwiazdę, aż w 2005 roku stwierdzono, że jest to układ podwójny. W trakcie wielkiej erupcji w XIX wieku miała rozmiar około 1400 R☉, obecnie oblicza się jej promień na od 60 do 881 R☉. |
| Orbita Ziemi                                                                   | 215 (211–219)    |        | Dla porównania |
| Deneb                                                                          | 203              |        | Najjaśniejsza gwiazda w konstelacji Łabędzia |
| Orbita Wenus                                                                   | 154–157          |        | Dla porównania |
| Sadr                                                                           | 150              |        | Druga co do jasności gwiazda w konstelacji Łabędzia, nadolbrzym typu F |
| Epsilon Aurigae A (Almaaz A)                                                   | 143–358          | AD     | W 1970 spekulowano, że jest to największa gwiazda o promieniu 2000–3000 R☉, ale okazało się, że gwiazdę otacza rozległy dysk pyłowy |
| Gacrux                                                                         | 120              |        | Klasyczny przykład "czerwonego olbrzyma" |
| WR 102ka                                                                       | 92               | AD     | W centrum Mgławicy Piwonia, jedna z najjaśniejszych gwiazd Drogi Mlecznej |
| Rigel                                                                          | 78.9             |        | Najjaśniejsza gwiazda w konstelacji Oriona, nadolbrzym typu B |
| Kanopus (Alfa Carinae)                                                         | 71               | AD     | Druga co do jasności gwiazda nocnego nieba |
| Orbita Merkurego                                                               | 66–100           |        | Dla porównania |
| LBV 1806-20                                                                    | 46–145           | L/Teff | Była kandydatka na najjaśniejszą gwiazdę Drogi Mlecznej z jasnością szacowaną początkowo na 40 milionów L☉, obecnie na 2 miliony L☉. |
| Aldebaran (Alfa Tauri)                                                         | 43,06            | AD     | Czternasta co do jasności gwiazda na nocnym niebie |
| Polaris (Alfa Ursae Minoris)                                                   | 37,5             | AD     | Północna Gwiazda Polarna |
| R136a1                                                                         | 28,8–35,4        | AD     | Najmasywniejsza i najjaśniejsza znana gwiazda (315 M☉; 8,71 miliona L☉), w Wielkim Obłoku Magellana. |
| Arktur (Alfa Boötis)                                                           | 24,25            | AD     | Najjaśniejsza gwiazda północnej półkuli niebieskiej |
| HDE 226868                                                                     | 20–22            |        | Towarzyszka czarnej dziury Cygnus X-1. Czarna dziura jest około 500 000 razy mniejsza niż gwiazda |
| Zeta Puppis                                                                    | 14-26            |        | Nadolbrzym typu O |
| Kapella Aa                                                                     | 11.98            |        | Najjaśniejsza gwiazda w konstelacji Woźnicy |
| Pollux                                                                         | 9,06             |        | Najjaśniejsza gwiazda w konstelacji Bliźniąt, posiada planetę większą niż Jowisz |
| Spica A                                                                        | 7.47             |        | Najjaśniejsza gwiazda w konstelacji Panny |
| Bellatrix                                                                      | 5,75             |        | Trzecia co do jasności gwiazda w konstelacji Oriona |
| Regulus A                                                                      | 4,35             |        | Najjaśniejsza gwiazda w konstelacji Lwa |
| Wega                                                                           | 2,5              |        | Piąta co do jasności gwiazda na nocnym niebie |
| Syriusz A                                                                      | 1,71             |        | Najjaśniejsza gwiazda na nocnym niebie, główny składnik układu podwójnego |
| Altair                                                                         | 1,63 - 2,03      |        | Dwunasta co do jasności gwiazda na nocnym niebie |
| Alpha Centauri A (Rigil Kentaurus)                                             | 1,21             |        | Trzecia co do jasności gwiazda na nocnym niebie |
| Słońce                                                                         | 1                |        | Największy obiekt w Układzie Słonecznym (dla porównania) |